# Ecnomus iomari
Ecnomus iomari là một loài Trichoptera trong họ Ecnomidae. Chúng phân bố ở miền Australasia.